# Wrotham
Wrotham – wieś w Anglii, w hrabstwie Kent, w dystrykcie Tonbridge and Malling. Leży 16 km na zachód od miasta Maidstone i 38 km na południowy wschód od centrum Londynu. W 2001 miejscowość liczyła 1815 mieszkańców.